# Есек'єль Родрігес
Есек'є́ль Агусті́н Родрі́гес (ісп. Ezequiel Agustín Rodríguez, нар. 11 квітня 1977, Буенос-Айрес) — аргентинський актор, здебільшого відомий ролями у серіалах 1990-х років.

## Фільмографія
| рік        | Назва                     | Роль                     |
| ---------- | ------------------------- | ------------------------ |
| 1999 рік   | Літо '98-го               | Деміан Гусман            |
| 2000 рік   | Дикий місяць              | Алехандро «Алехо» Агілар |
| 2001 рік   | PH                        | Лукас Грімальді          |
| 2003 рік   | Аргентинські звичаї       | Маркос Ліньєрс           |
| 2007 рік   | Нічиї жінки               | Октавіан                 |
| 2010 рік   | Майже Анджелес            | Кант                     |
| 2012–15    | Віолетта                  | Пабло Галіндо            |
| 2013–14 рр | Таксі, перехрещена любов  | Беніто Гомес             |
| 2016 рік   | Багаті не питають дозволу | Себастьян Янес           |
| 2016–18 рр | Я Луна                    | Рікардо Сімонетті        |
| 2017–      | Зірки                     |                          |
| 2023 рік   | Коли зло ховається        |                          |